# En tiempo de prodigios
En tiempo de prodigios es una novela de la escritora Marta Rivera de la Cruz, publicada en el año 2006, que resultó Finalista del Premio Planeta.

## Argumento
Cecilia está sumida en una grave crisis personal ya que ha perdido recientemente a su madre y ha roto con su pareja. A miles de kilómetros de distancia, su amiga Elena le pide un favor: que vaya a ver a su abuelo Silvio al menos una vez por semana, puesto que se encuentra solo en Madrid. Cecilia no sabe decirle que no y comienza a visitar a Silvio sin sospechar la historia que el anciano tiene sobre sus espaldas y que, capítulo a capítulo, irá narrando a Cecilia.

## La obra
La obra está dividida en tres partes y consta de 508 páginas. Fue finalista del Premio Planeta de Novela del año 2006. Se editó por primera vez en el mes de noviembre de 2006 por la Editorial Planeta.
- Datos: Q5832143